# Prowincja Datem del Marañón
Prowincja Datem del Marañón  – prowincja w regionie Loreto w Peru, ze stolicą w San Lorenzo. Powstała 2 sierpnia 2005 roku.

## Podział prowincji
Prowincja Datem del Marañón dzieli się na sześć dystryktów:
- Barranca
- Cahuapanas
- Manseriche
- Morona
- Pastaza
- Andoas